# Daphne Koster
Daphne Helena Koster (Den Haag, 13 maart 1981) is een voormalig Nederlandse voetbalster. Ze speelde tussen 2007 en 2010 voor AZ, waarna ze voor Sky Blue FC in de Verenigde Staten speelde. Daarna keerde ze nog kort terug bij de club uit Alkmaar, waarna ze nog een jaar voor SC Telstar VVNH speelde. In 2012 ging ze spelen bij Ajax, waar ze haar carrière in 2017 afsloot. Koster was tevens aanvoerder van het Nederlands elftal.
In 2017 schreef Iris Koppe haar biografie Nooit Meer Buitenspel.

## Clubcarrière

### Jeugd
Koster begon op 6-jarige leeftijd met haar voetbalcarrière bij de jongens van SVA uit Assendelft. Bij die club maakte ze op 14-jarige leeftijd haar debuut bij de meisjes van Oranje onder 16. Twee jaar later ontving ze een uitnodiging voor het Nederlands Elftal. Ze maakte haar debuut op 16-jarige leeftijd op 27 augustus 1997 tegen Zwitserland. Ze speelde tot en met haar 19e jaar voor de club uit Assendelft, waarna ze vertrok naar het vrouwenelftal van Ter Leede.

### Ter Leede
In haar eerste jaar bij het Sassenheimse Ter Leede won Koster direct de dubbel. In totaal won ze het landskampioenschap viermaal bij Ter Leede, de beker tweemaal en de Supercup één maal. Ook werd ze in zowel seizoen 2003/04 als seizoen 2004/05 uitgekozen tot beste speelster van de hoofdklasse. In het seizoen 2002/03 was ze nog tweede in dat klassement. Na zeven seizoenen verliet ze de club om mee te gaan doen aan de nieuw opgerichte Eredivisie.

### AZ
In de zomer van 2007 maakte ze de overstap naar AZ. Koster werd reserve-aanvoerder van dat team en zou later zou ze de band overnemen van Liesbeth Migchelsen. In haar eerste seizoen speelde Koster alle wedstrijden en kwam ze tweemaal tot scoren. Met haar ploeg won ze dat seizoen de landstitel. Ook het seizoen erop speelde ze alle wedstrijden en kwam ditmaal tot vier treffers. Haar team werd wederom kampioen van Nederland. Gaandeweg het derde seizoen werd duidelijk dat Koster de ploeg in de tweede seizoenshelft zou gaan verlaten voor een contract bij de Amerikaanse profclub Sky Blue FC. Ze speelde nog tot en met februari 2010 voor de club uit Alkmaar. In totaal kwam Koster 56 competitieduels in actie voor de club en scoorde daarin acht doelpunten.

### Sky Blue FC
Koster tekende een contract voor een jaar met een optie voor nog een seizoen bij Sky Blue FC. Op 11 april 2010 debuteerde ze voor de club. De wedstrijd werd met 1-0 gewonnen van de Chicago Red Stars. Koster kende een goede start bij Sky Blue. Haar coach Pauliina Miettinen stelde haar steevast op in het centrum van de verdediging. Het elftal zelf dreigde echter zicht te verliezen op de plekken die recht gaven op de play-offs. De club ontsloeg vervolgens de coach en stelde met Rick Stainton een nieuwe trainer aan. Onder Stainton kwam Koster uiteindelijk op de rechtsback positie terecht. Uiteindelijk eindigde haar ploeg op de vijfde plek in de competitie, waarmee het elftal zich niet plaatste voor de play-offs en zodoende het seizoen ten einde is. Koster speelde 18 duels voor de club en wist daarin niet te scoren.
Op 1 juli 2010 bracht Koster met haar team een bezoek aan president Barack Obama op het Witte Huis, vanwege het landskampioenschap uit 2009.

### Terug bij AZ
Na haar avontuur in de V.S. keerde Koster weer terug bij AZ. Doordat ze gedurende het seizoen instroomde was ze niet speelgerechtigd in de Champions League voor de club. Tot februari 2011 had ze echter nog geen toestemming om voor de club te spelen als gevolg van een afspraak die door de Eredivisieclubs die voorafgaand aan de competitie gemaakt was over het aantal internationals per club. Koster spande een kort geding aan, maar verloor dat. Uiteindelijk werd Koster alsnog vrijgegeven voor AZ, doordat de club na het vertrek Jessica Fishlock een international minder had. Hierdoor kwam er een plek vrij voor Koster. Lang had ze echter geen plezier van haar terugkeer. Halverwege april werd ze geopereerd aan haar enkel, waardoor ze zes tot acht weken niet kon spelen. Hierdoor miste ze het competitieslot en aangezien AZ stopte met de vrouwentak speelde ze geen wedstrijd meer voor de Alkmaarders.

### SC Telstar VVNH
Nadat AZ besloot te stoppen met vrouwenvoetbal werd er bij SC Telstar VVNH een nieuwe ploeg opgericht. Bijna de gehele selectie van AZ maakte de overstap naar de club uit Velsen-Zuid, zo ook Koster. Haar inbreng in het eerste seizoen bleef door een blessure beperkt tot acht wedstrijden, waarin ze eenmaal wist te scoren.

### AFC Ajax
Aan het einde van het seizoen 2011/12 werd bekendgemaakt dat Daphne Koster de overstap maakt naar het kersverse Ajax vrouwenteam. Ze speelde daar vijf jaar, tot het einde van haar carrière in 2017. Met Ajax won ze de KNVB beker in 2014 en 2017. Ook haalde ze de landstitel binnen in 2017. Na haar carrière als speelster ging ze bij Ajax aan de slag als manager vrouwenvoetbal. Op 10 juli 2019 tekende ze een contract voor onbepaalde tijd.

## Nederlands elftal
Koster debuteerde in 1997 voor het Nederlands elftal. Ze speelde jaren voor de ploeg tot ze in januari van 2005 bedankte voor het team. Een meningsverschil met bondscoach Vera Pauw was de reden van haar besluit. Op 9 oktober 2007 maakte Pauw bekend dat de problemen tussen haar en Koster uitgepraat waren en dat Koster weer beschikbaar was voor Oranje. Ze maakte haar rentree in het met 0-1 verloren EK-kwalificatieduel tegen wereldkampioen Duitsland.
In de zomer van 2009 nam ze met het Nederlands elftal deel aan het EK. Ze speelde alle wedstrijden, was aanvoerder van het elftal, werd eenmaal tot Woman of the match verkozen en bereikte uiteindelijk de halve finale met Nederland.
Op 1 april 2010 bereikte ze het aantal van 100 interlands in het wk-kwalificatieduel tegen Slowakije. Het duel werd met 0-1 gewonnen. Vlak voor het EK sloot ze haar Oranje-loopbaan af.
| Interlandgoals | Interlandgoals   | Interlandgoals                                      | Interlandgoals | Interlandgoals | Interlandgoals | Interlandgoals       |
| -------------- | ---------------- | --------------------------------------------------- | -------------- | -------------- | -------------- | -------------------- |
|                |                  |                                                     |                |                |                |                      |
| Goal           | Datum            | Locatie                                             | Tegenstander   | Score          | Uitslag        | Competitie           |
| 1.             | 20 maart 2001    | Gemeentelijk Stadion, Kontich, België               | België         | 3–0            | 4–0            | Vriendschappelijk    |
| 2.             | 10 meu 2001      | West Lothian Courier Stadium, Livingston, Schotland | Schotland      | 2–0            | 2–0            | Vriendschappelijk    |
| 3.             | 13 augustus 2001 | Fortuna Wormerveer, Wormerveer, Nederland           | Finland        | 2–1            | 2–1            | Vriendschappelijk    |
| 4.             | 25 april 2004    | Den Dreef, Heverlee, België                         | België         | 1–0            | 3–0            | EK-kwalificatie 2005 |
| 5.             | 10 augustus 2008 | Caledonian Stadium, Pretoria, Zuid-Afrika           | Zuid-Afrika    | 1–0            | 2–1            | Vriendschappelijk    |
| 6.             | 29 oktober 2009  | Oosterenkstadion, Zwolle, Nederland                 | Macedonië      | 7–0            | 13–1           | WK-kwalificatie 2011 |
| 7.             | 27 maart 2010    | Polman Stadion, Almelo, Nederland                   | Slowakije      | 2–0            | 2–0            | WK-kwalificatie 2011 |

## Erelijst

### In clubverband
- Landskampioen Nederland (7x): 2001, 2003, 2004, 2007 (Ter Leede), 2008, 2009 (AZ), 2017 (Ajax)
- KNVB beker (4x): 2001, 2007 (Ter Leede), 2011 (AZ) 2014, 2017 (Ajax)
- Supercup (1x): 2004 (Ter Leede)

### Individueel
- Runner-up beste speelster hoofdklasse (1x): 2002/03
- Beste speelster hoofdklasse (2x): 2003/04, 2004/05

## Statistieken
| Seizoen | Club            | Land             | Competitie                  | Wedstrijden | Doelpunten |
| ------- | --------------- | ---------------- | --------------------------- | ----------- | ---------- |
| 2000/01 | Ter Leede       | Nederland        | Hoofdklasse                 | -           | -          |
| 2001/02 | Ter Leede       | Nederland        | Hoofdklasse                 | -           | -          |
| 2002/03 | Ter Leede       | Nederland        | Hoofdklasse                 | -           | -          |
| 2003/04 | Ter Leede       | Nederland        | Hoofdklasse                 | -           | -          |
| 2004/05 | Ter Leede       | Nederland        | Hoofdklasse                 | -           | -          |
| 2005/06 | Ter Leede       | Nederland        | Hoofdklasse                 | -           | -          |
| 2006/07 | Ter Leede       | Nederland        | Hoofdklasse                 | -           | -          |
| 2007/08 | AZ              | Nederland        | Eredivisie                  | 20          | 2          |
| 2008/09 | AZ              | Nederland        | Eredivisie                  | 24          | 4          |
| 2009/10 | AZ              | Nederland        | Eredivisie                  | 12          | 2          |
| 2010    | Sky Blue FC     | Verenigde Staten | Women's Professional Soccer | 18          | 0          |
| 2010/11 | AZ              | Nederland        | Eredivisie                  | 4           | 0          |
| 2011/12 | SC Telstar VVNH | Nederland        | Eredivisie                  | 8           | 1          |
| Totaal  | Totaal          | Totaal           | Totaal                      | 86          | 9          |

Laatst bijgewerkt: 23 mei 2012 09:48 (CEST)
1: Geurts ·
2: Bito ·
3: Koster ·
4: Van Dongen ·
5: Van den Heiligenberg ·
6: Hoogendijk ·
7: Van de Ven ·
8: Spitse ·
9: Melis ·
10: Van de Donk ·
11: Martens · 12: Heuver · 13: Smit · 14: Slegers · 15: Stentler · 16: Van Veenendaal · 17: Worm · 18: Dekker · 19: Versteegt · 20: Van Lunteren · 21: De Ridder · 22: Roelvink · 23: Christ · Coach: Reijners
1: Geurts ·
2: Bito ·
3: Koster ·
4: Meulen ·
5: Hogewoning ·
6: Hoogendijk ·
7: Kiesel-Griffioen ·
8: Van de Ven ·
9: Melis ·
10: Stevens ·
11: Smit · 12: Brummel · 13: Christ · 14: De Boer · 15: Van den Heiligenberg · 16: Dugardein · 17: Spitse · 18: De Vries · 19: Pieëte · 20: Van Dalen · 21: De Ridder · 22: Van de Sanden · Coach: Pauw